# 小南山文化
小南山文化，源自对黑龍江省双鸭山市饒河縣小南山地區中发现的史前遺址的发掘和研究。相关考古研究于2020年入选中国“2019年度全国十大考古新发现”，也被誉为“玉破天惊”、颠覆学术界对新石器时代的诸多认识。2019年10月被列入第八批全国重点文物保护单位。

## 概况

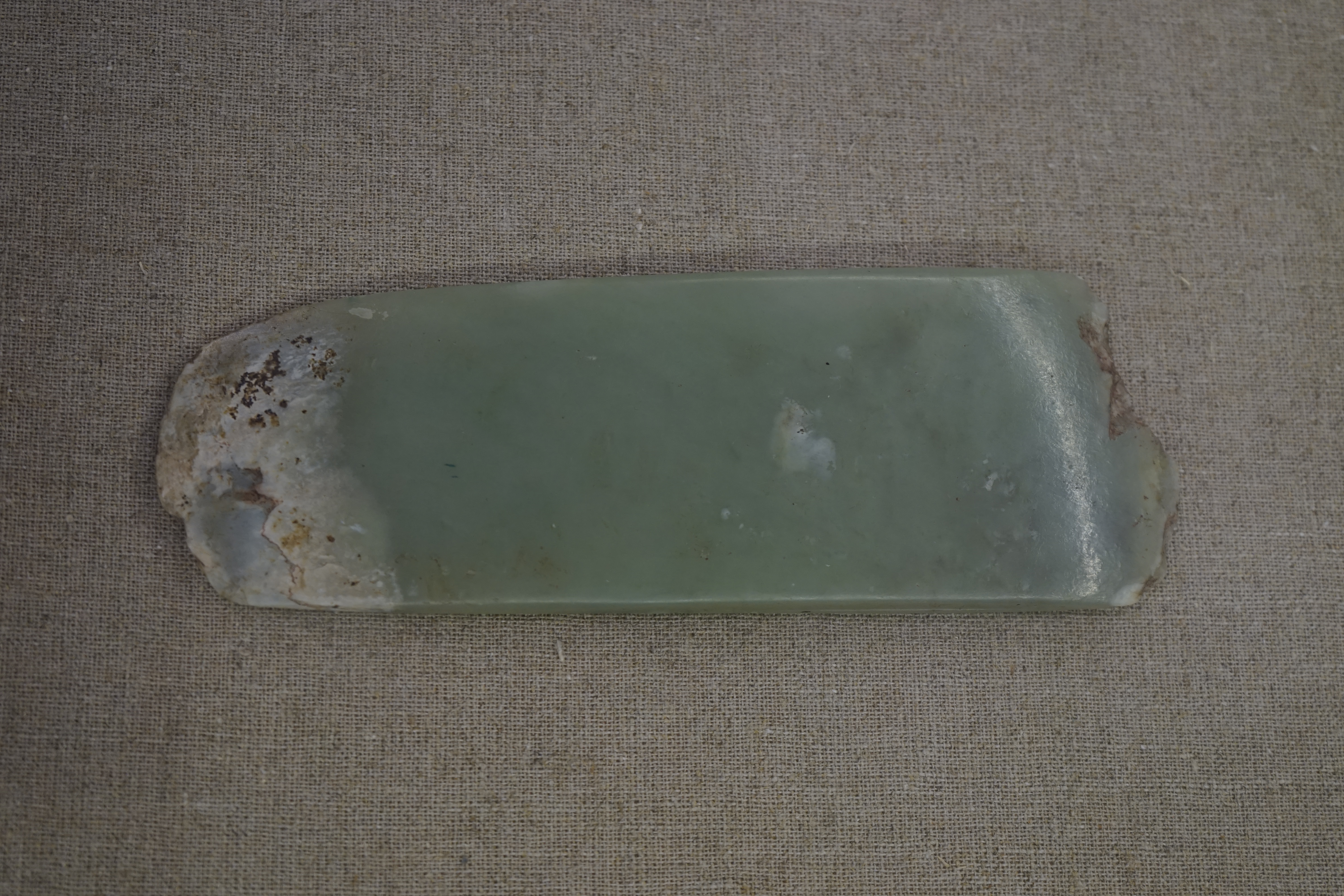
小南山墓葬中出土的新石器时代玉斧

小南山遗址，位于黑龙江省双鸭山市饶河县，在乌苏里江西岸的一座孤立的马鞍形小山上。此山高约百米（最高处海拔106米，高出江面60米），南北长约1公里，东西宽约400米，南北向，南端较陡峭、北端较低缓，故当地称南端为大南山、北端为小南山。
早于1958年，小南山遗址即被发现，并进行过几轮小规模考古，虽有出土器物，但未引起较大关注。1999年列入黑龙江省文物保护单位。
2015－2017年及2019年，黑龙江省文物考古研究所联合饶河县文物管理所，对小南山遗址进行新一轮正式考古发掘，发掘揭露面积1600平方米，出土玉器、石器、陶器及残片七千余件，并从中发现了中国北部最早的陶器、距今约9000年的玉器等文物。

## 成果

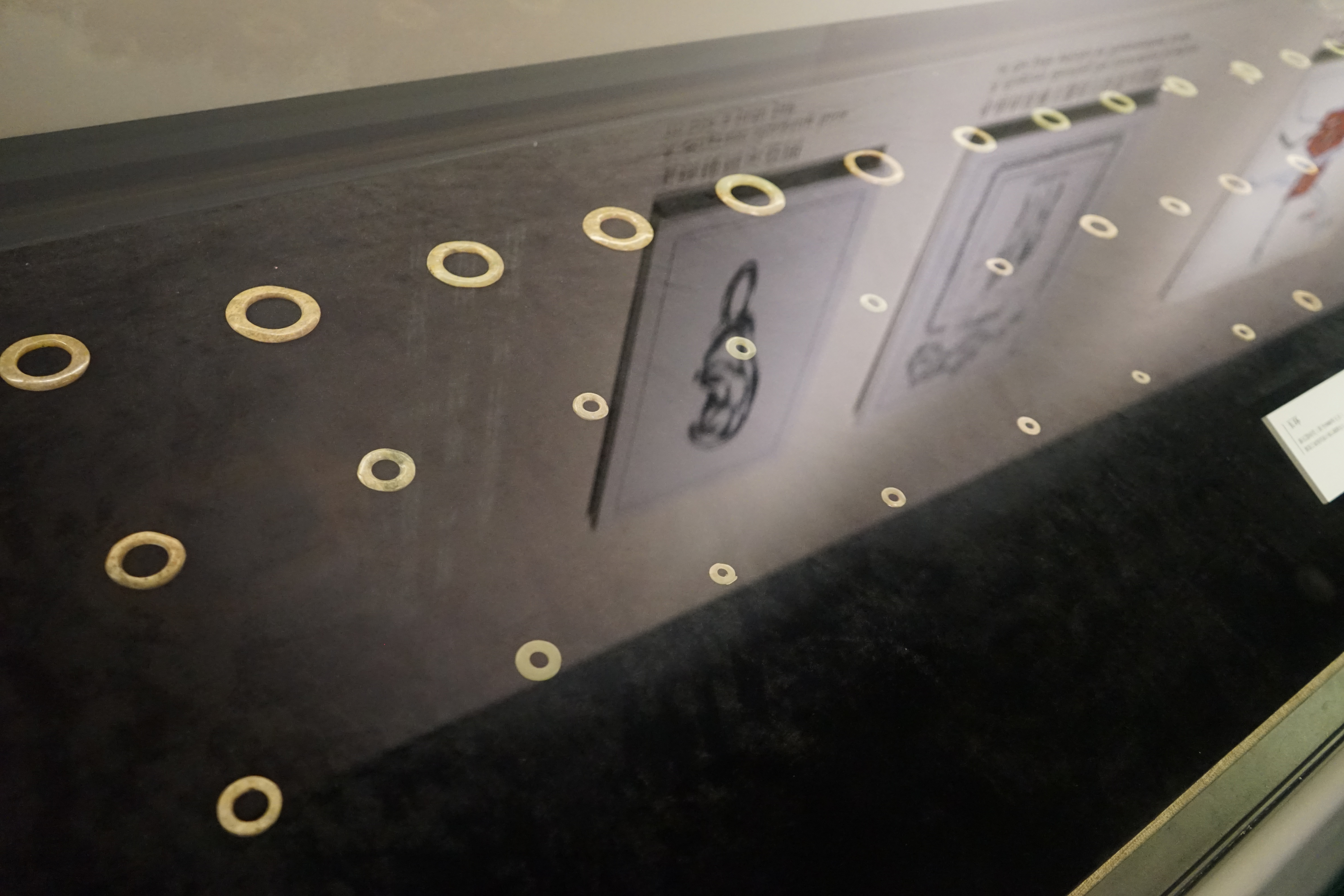
小南山墓葬中出土的新石器时代玉環

截至2020年，遗址中发掘出旧石器时代晚期至汉代的五个时期的文化遗存，年代跨度15000余年。第一期发现的中国北方最早陶器，距今约17000年－13000年，发现五千余件打制石器和珍贵陶片，并与俄罗斯和日本发现的早期陶器相关联。第二期距今约9200年－8600年，出土大量石器、陶器和玉器，其中发现几十座新石器早期竖穴土坑墓，上百件玉器，打破世界上最早、最多一批玉器的纪录，并从玉器工艺上发现与兴隆洼文化和红山文化存在联系，其玉玦被认为可能是兴隆洼玉文化的源头，为研究东亚玉文化的传播路径带来颠覆性认知。
第三期文化遗存，距今约4700年－4500年，是十余座半地穴房址组成的村落，文化特征与俄罗斯境内沃兹涅谢诺夫卡文化相同。第四期和第五期遗存，同为聚集的中小形半地穴房址，表明西周中期和西汉时期此地有频繁的人类活动。

## 研究

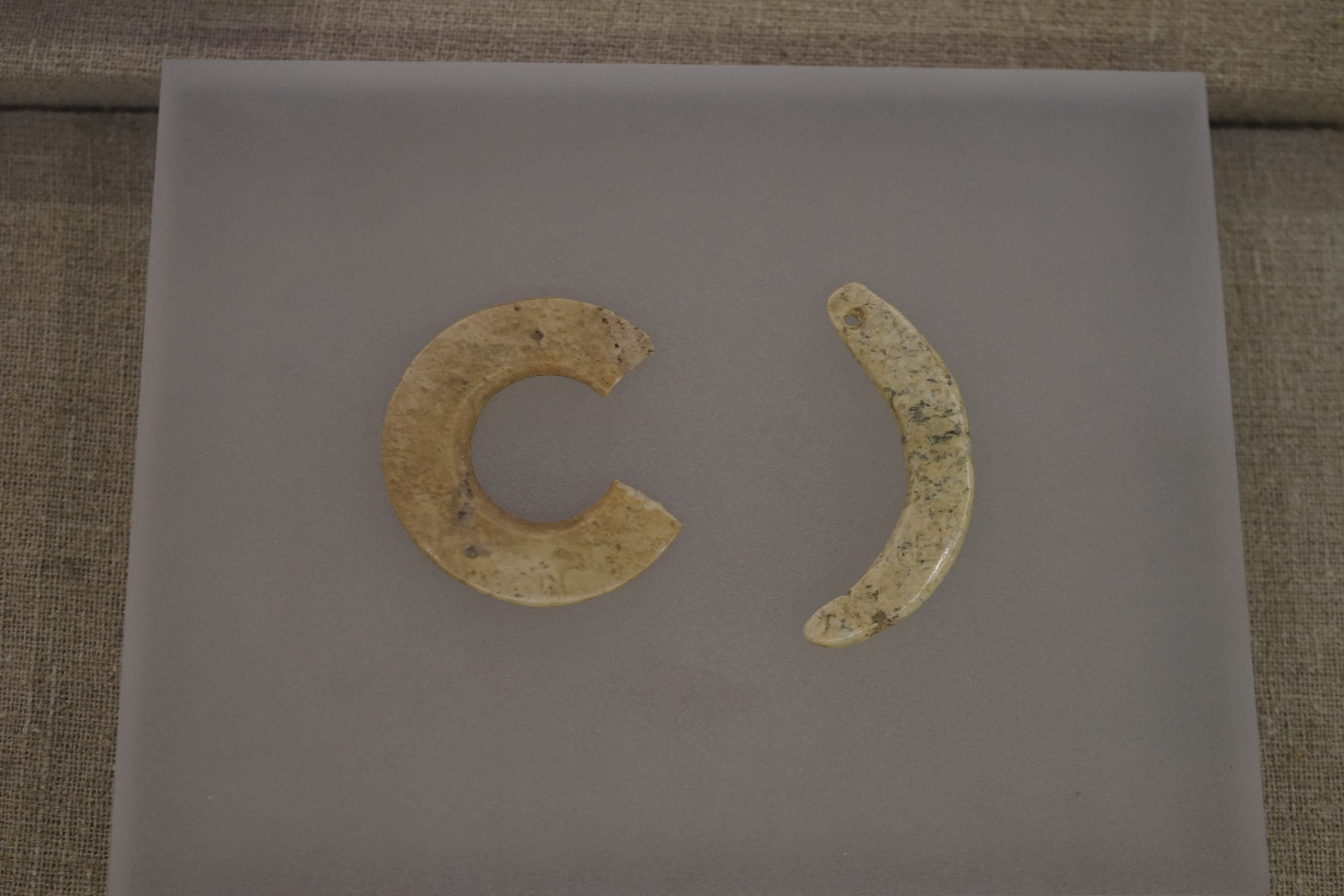
小南山墓葬中出土的新石器时代玉配飾

位于小南山之巅的小南山墓葬，为新石器时代遗存，1991年7月被发现，属双人合葬墓，出土随葬品共117件，其中玉器61件，石器53件，牙饰3件。该墓葬规模宏大，出土玉器种类齐全、数量颇丰。但其发现时已遭到破坏，出土文物散失，大部分为事后追回所得，因而缺乏可信的墓葬层位和玉器共存关系，学术界对该墓葬及出土玉器的年代和性质曾存争议。
2017年11月，经由黑龙江省文化厅主办的“2017年饶河小南山遗址考古成果研讨会”与会专家认定，小南山遗址早期遗存被认为具备考古学文化命名条件，成为“新开流文化”后又一支新石器时代考古学文化。
学者邓聪认为，小南山遗址的考古新发现，不仅冲击中国对新石器时代的传统概念，也极大影响了全球对东北亚地区从晚更新世至全新世初期的考古研究，并提出和论证日本桑野遗址软玉玉器、日本环玦特色玉文化可能发源于此地区的假说。
小南山遗址中发现的玉器，多见砂绳切割技术留下的痕迹，被认为刷新此技术的最早纪录。

## 影响
小南山遗址也曾于2018年入围“2017年度十大考古”评选。中国社会科学院学部委员、中国考古学会理事长王巍介绍称，“小南山文化”的提出增强了中国的国际话语权，此前俄罗斯在其境内进行了一些发掘并命名了很多文化，而中国少有相关行动和发言权。黑龙江日报称，该遗址发掘发现了东亚地区系统用玉的最早证据，为黑龙江地区对中华文明形成过程所产生的贡献提供珍贵实物资料，并改变东北亚史前考古以日俄学者为主导的被动局面。
观光
随小南山遗址的诸多发现和媒体报道，该地知名度大增，学者和游客慕名而来。饶河县着手建立小南山遗址公园、博物馆、观景平台、登山栈道、文化广场等相关文化旅游产业，推进“小南山文化”及玉文化宣传，以及建设遗址保护设施。
国家3A级旅游景区“小南山风景区”亦坐落此地。小南山遗址也被列为国家一级文物保护区。